# ATP Beckenham
Die Kent Championships waren ein Tennisturnier, das jährlich im Juni von 1886 bis 1996 in Beckenham, Kent, stattfand. Es galt lange Zeit als Vorbereitungsturnier für Wimbledon, da es direkt in der Vorwoche auch auf Rasen gespielt wurde. Nur 1974 und 1980 wurde eine Doppelkonkurrenz ausgespielt.

## Geschichte
Von 1887 bis 1910 konnte alle Spieler mitspielen, die kamen. Der Gewinner von allen trat im Finale dann gegen den Sieger des Vorjahres an. Das Turnier fand im Freien auf Rasen auf der Anlage des Beckenham Cricket Club statt. Der Multisport-Klub wurde 1866 an der Foxgrove Road, Beckenham, gegründet, die Tennisabteilung kam 1879 dazu.
Von 1911 an wurde das Turnier in ein Event der unter 21-Jährigen geändert, die dort ab 1921 auch die nationalen Meisterschaften ausspielten.
1963 wurden die Kent Championships das erste britische Turnier mit einem Sponsor, Rothmans. Im Jahr 1968 wurde dem Turnier der Open-Status zuerkannt, woraufhin es das dritte Turnier wurde, das mit diesem Status ausgetragen wurde. Im Jahr 1974 gehörte das Turnier zum Grand Prix, 1980 wurde es einmal im Rahmen der ATP Challenger Tour ausgetragen. Nachdem 1996 kein Sponsor gefunden werden konnte, wurde das Turnier eingestellt.
Insgesamt 33 Spieler konnte in der Geschichte des Turniers sowohl die Kent Championships als auch Wimbledon gewinnen.

## Liste der Sieger seit 1968

### Einzel
| Jahr | Sieger                       | Finalgegner                  | Ergebnis              |
| ---- | ---------------------------- | ---------------------------- | --------------------- |
| 1996 | Mark Petchey                 | Petr Korda                   | 6:2, 6:4              |
| 1995 | Andrew Richardson Petr Korda | Andrew Richardson Petr Korda | Titel geteilt (Regen) |
| 1994 | Guy Forget                   | Jeremy Bates                 | 6:2, 6:3              |
| 1993 | David Wheaton (2)            | Chris Bailey                 | 6:4, 3:6, 7:62        |
| 1992 | David Wheaton (1)            | Christo van Rensburg         | 6:3, 1:6, 6:1         |
| 1991 | Ivan Lendl (2)               | Pat Cash                     | 3:6, 7:63, 7:64       |
| 1990 | Ivan Lendl (1)               | Darren Cahill                | 6:3, 7:5              |
| 1989 | John McEnroe                 | Paul McNamee                 | 3:6, 6:2, 6:1         |
| 1988 | Christian Saceanu            | Broderick Dyke               | 6:4, 7:6              |
| 1987 | Scott Davis                  | Leif Shiras                  | 7:6, 6:3              |
| 1986 | Ramesh Krishnan              | Danie Visser                 | 6:3, 6:7, 6:3         |
| 1985 | Tim Mayotte                  | Danie Visser                 | 7:5, 6:1              |
| 1984 | Pat Cash                     | Paul McNamee                 | 3:6, 6:2, 6:1         |
| 1983 | Steve Denton                 | Pat Cash                     | 7:6, 7:6              |
| 1982 | Kevin Curren (2)             | Buster Mottram               | 7:6, 6:4              |
| 1981 | Kevin Curren (1)             | Chris Lewis                  | 6:2, 6:3              |
| 1980 | Onny Parun                   | Sandy Mayer                  | 6:4, 4:6, 9:7         |
| 1979 | Peter Fleming                | Roscoe Tanner                | 3:6, 6:3, 7:5         |
| 1978 | Jimmy Connors                | Stan Smith                   | 9:8, 6:3              |
| 1977 | Mark Edmondson               | Tim Gullikson                | 6:3, 6:4              |
| 1976 | Roscoe Tanner                | Jimmy Connors                | 6:3, 6:4              |
| 1975 | Arthur Ashe                  | Roscoe Tanner                | 7:5, 6:4              |
| 1974 | Vijay Amritraj               | Tom Gorman                   | 6:7, 6:2, 6:4         |
| 1973 | Alex Metreweli               | Björn Borg                   | 6:3, 9:8              |
| 1972 | Alex Metreweli               | Vijay Amritraj               | 6:2, 7:5              |
| 1971 | Stan Smith                   | Premjit Lall                 | 7:9, 6:4, 6:2         |
| 1970 | Clark Graebner               | Bob Maud                     | 6:4, 10:8             |
| 1969 | Ove Nils Bengtson            | Tom Gorman                   | 6:4, 7:5              |
| 1968 | Fred Stolle                  | Roy Emerson                  | 6:3, 6:1              |

### Doppel
| Jahr                         | Sieger                     | Finalgegner                     | Ergebnis |
| ---------------------------- | -------------------------- | ------------------------------- | -------- |
| 1980                         | John Austin Van Winitsky   | Chris Johnstone Greg Whitecross | kampflos |
| 1975–1979: nicht ausgetragen |                            |                                 |          |
| 1974                         | Dick Dell Sherwood Stewart | Chris Kachel Graeme Thomson     | 7:6, 6:1 |